# Maritza Martén
Maritza Martén Garcia (L'Avana, 17 agosto 1963) è un'ex discobola cubana, medaglia d'oro alle Olimpiadi di Barcellona 1992.

## Palmarès
| Anno | Manifestazione      | Sede          | Evento           | Risultato | Misura  | Note                  |
| ---- | ------------------- | ------------- | ---------------- | --------- | ------- | --------------------- |
| 1983 | Giochi panamericani | Caracas       | Lancio del disco | Argento   | 59,62 m |                       |
| 1985 | Universiadi         | Kōbe          | Lancio del disco | Oro       | 66,66 m |                       |
| 1987 | Giochi panamericani | Indianapolis  | Lancio del disco | Oro       | 65,58 m | Record dei campionati |
| 1987 | Mondiali            | Roma          | Lancio del disco | 9ª        | 62,00 m |                       |
| 1989 | Universiadi         | Duisburg      | Lancio del disco | Bronzo    | 64,70 m |                       |
| 1991 | Mondiali            | Tokyo         | Lancio del disco | 10ª       | 62,40 m |                       |
| 1992 | Olimpiadi           | Barcellona    | Lancio del disco | Oro       | 70,06 m |                       |
| 1993 | Mondiali            | Stoccarda     | Lancio del disco | 4ª        | 64,62 m |                       |
| 1995 | Giochi panamericani | Mar del Plata | Lancio del disco | Oro       | 61,22 m |                       |
| 1995 | Mondiali            | Göteborg      | Lancio del disco | 4ª        | 64,36 m |                       |
| 1996 | Olimpiadi           | Atlanta       | Lancio del disco | 16ª       | 60,08 m |                       |